# Cwmaman
Cwmaman (Welshe uitspraak: [kʊmˈaman]) is een dorp in het zuiden van Wales, in het bestuurlijke graafschap Rhondda Cynon Taf. Het dorp is gelegen in een vallei waar de rivier Aman stroomt. Cwmaman is een voormalig mijndorp.
Het dorp was de filmlocatie voor een aflevering van de historische dramaserie The Crown. In de aflevering wordt het verhaal verteld van de ramp van Aberfan, vanuit het perspectief van koningin Elizabeth II.

## Geboren
- Alun Lewis (1915–1944), dichter
- Ron Jones (1934), atleet
- John Derrick (1963–2017), cricketspeler
- Stuart Cable (1970–2010), drummer van Stereophonics
- Kelly Jones (1974), zanger en gitarist van Stereophonics
- Richard Jones (1974), bassist van Stereophonics